# Jardín Botánico del Desierto
El Desert Botanical Garden (Jardín Botánico del Desierto) es un jardín botánico de 20 ha (50 acres) de extensión que se encuentra en el Papago Park de Phoenix, Arizona, EE. UU.
El código de identificación del Desert Botanical Garden como miembro del "Botanic Gardens Conservation International" (BGCI), así como las siglas de su herbario es DES.

## Localización
Se encuentra en el Papago Park dentro del East Valley.
Desert Botanical Garden, 1201 N. Galvin Parkway, Phoenix, Maricopa county, Arizona AZ 85008 United States of America-Estados Unidos de América.

## Historia
Fue creado en 1938.

## Colecciones
Actualmente el jardín botánico alberga más de 21,000 plantas, entre las que se incluyen 139 especies que son raras, amenazadas o en peligro de extinción. Entre sus colecciones son de destacar : 
- Cactarium, con una colección de cactus de 10,350 plantas en 1,350 taxones, con una especial relevancia de la subfamilia Opuntia siendo de este la colección más completa del mundo con 208 de las 261 especies y variedades reconocidas, y el Echinocereus con 84 de los 91 taxones reconocidos. Otras colecciones incluyen de Mammillaria con 206 taxones, Coryphantha 44 taxones y Ferocactus con 31 taxones.
- Colección de la familia Agavaceae, con énfasis especial en los representantes de los desiertos del suroeste de los EE. UU., forma la segunda gran colección en importancia, con 35 taxones del género Yucca y con 141 taxones de Agaves.
- Colección de cactus de Suramérica, formada recientemente con viajes de recolección insitu a Chile, Perú, Argentina y Bolivia siendo una de las mejor documentadas en los Estados Unidos, incluyendo Copiapoa con 33 taxones, Eriosyce 24 taxones y Echinopsis 38 taxones.
- « The Earle Herbarium », este herbario tiene unas 42,000 accesiones de especímenes de plantas desecadas, procedentes de las regiones áridas y semiáridas de todo el mundo. Hace un especial hincapié en las de los desiertos del suroeste de Norteamérica con 3 000 especímenes de cactus y 1 800 de agaves. Este herbario fue designado como un "National Resource Collection" en 1974.
- « Max Richter Memorial Library », la biblioteca Richter alberga 5,500 títulos, incluye revistas y libros raros, que facilitan el estudio de las plantas de los desiertos, especialmente del desierto de Sonora, de las familias Cactaceae y Agavaceae, y materiales diversos de, notas de campo, mapas, manuscritos, ilustraciones botánicas, y fotografías, relacionadas con los desiertos del mundo. Está abierta al público durante los días laborables de la semana.

## Actividades
El « Desert Botanical Garden » es un miembro del « Museum Association of Arizona and National Center for Plant Conservation », también está acreditado en la « American Association of Museums and American Association of Botanical Gardens and Arboreta ».
Está en continúa evolución, y con su herencia 63 años de administración medioambiental, ha llegado a ser nacional e internacionalmente reconocido por sus colecciones de plantas, programas educativos y de investigación.
El « Desert Botanical Garden » ha sido designado como uno de los Puntos de Orgullo de Phoenix (Phoenix Point of Pride).
Algunos detalles del "Desert Botanical Garden".

Detalles
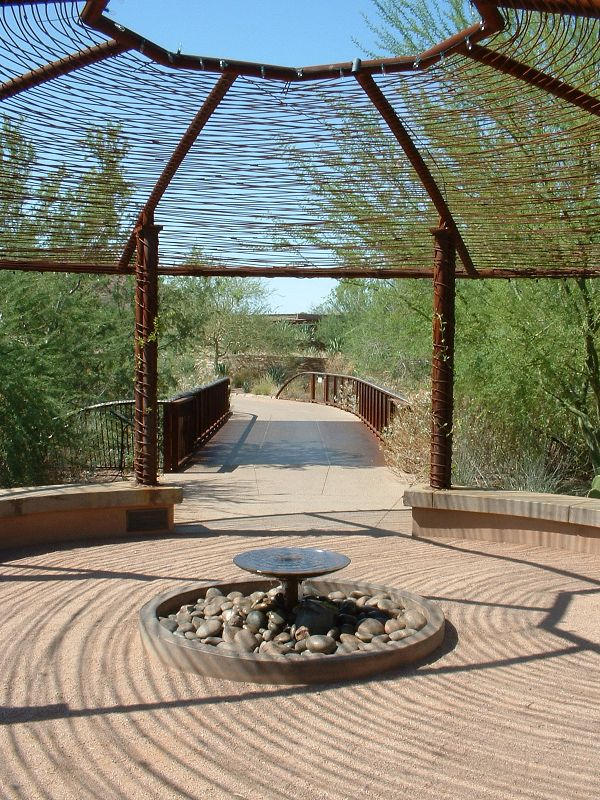
Desert Botanical Garden
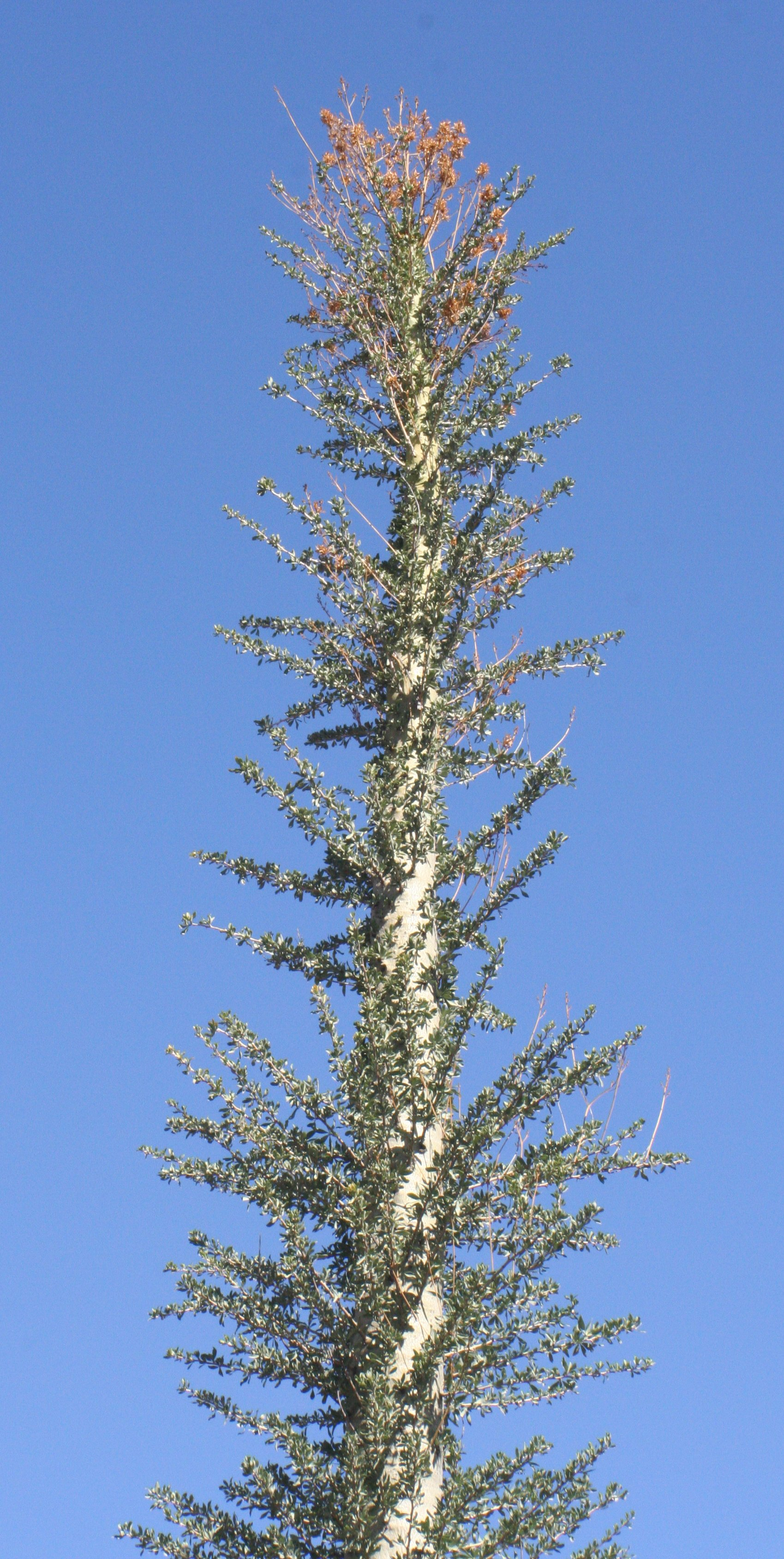
Fouquieria columnaris.
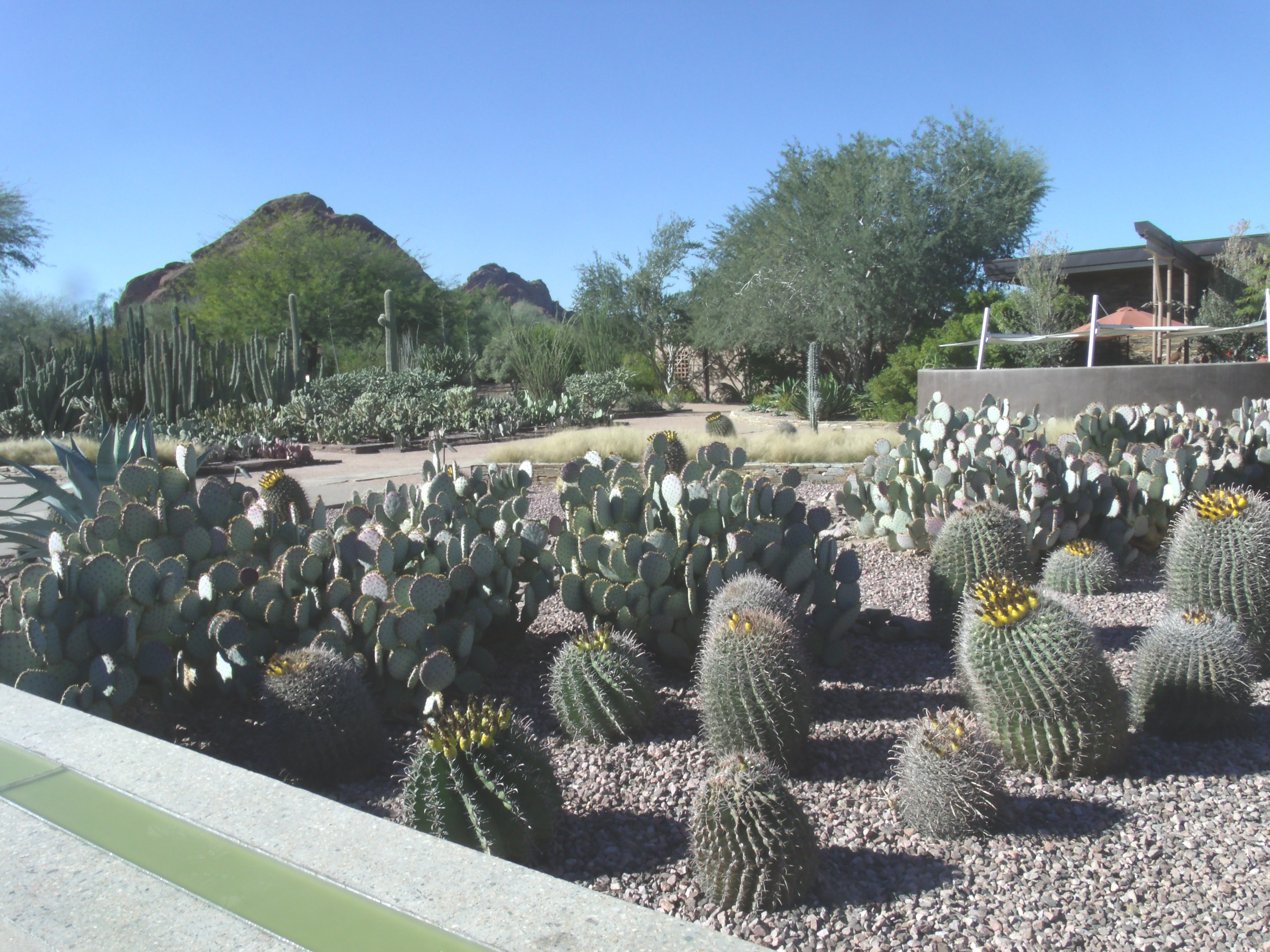
Diferentes especies de cactus en la exhibición del "Desert Botanical Garden of Phoenix".
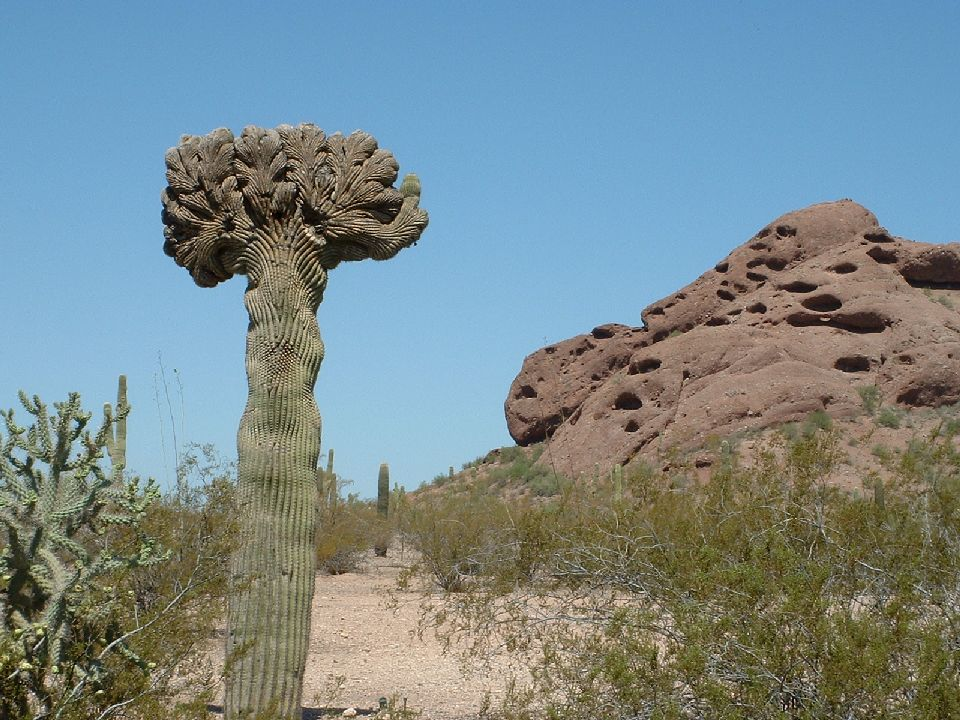
Un raro cactus Saguaro cristata.
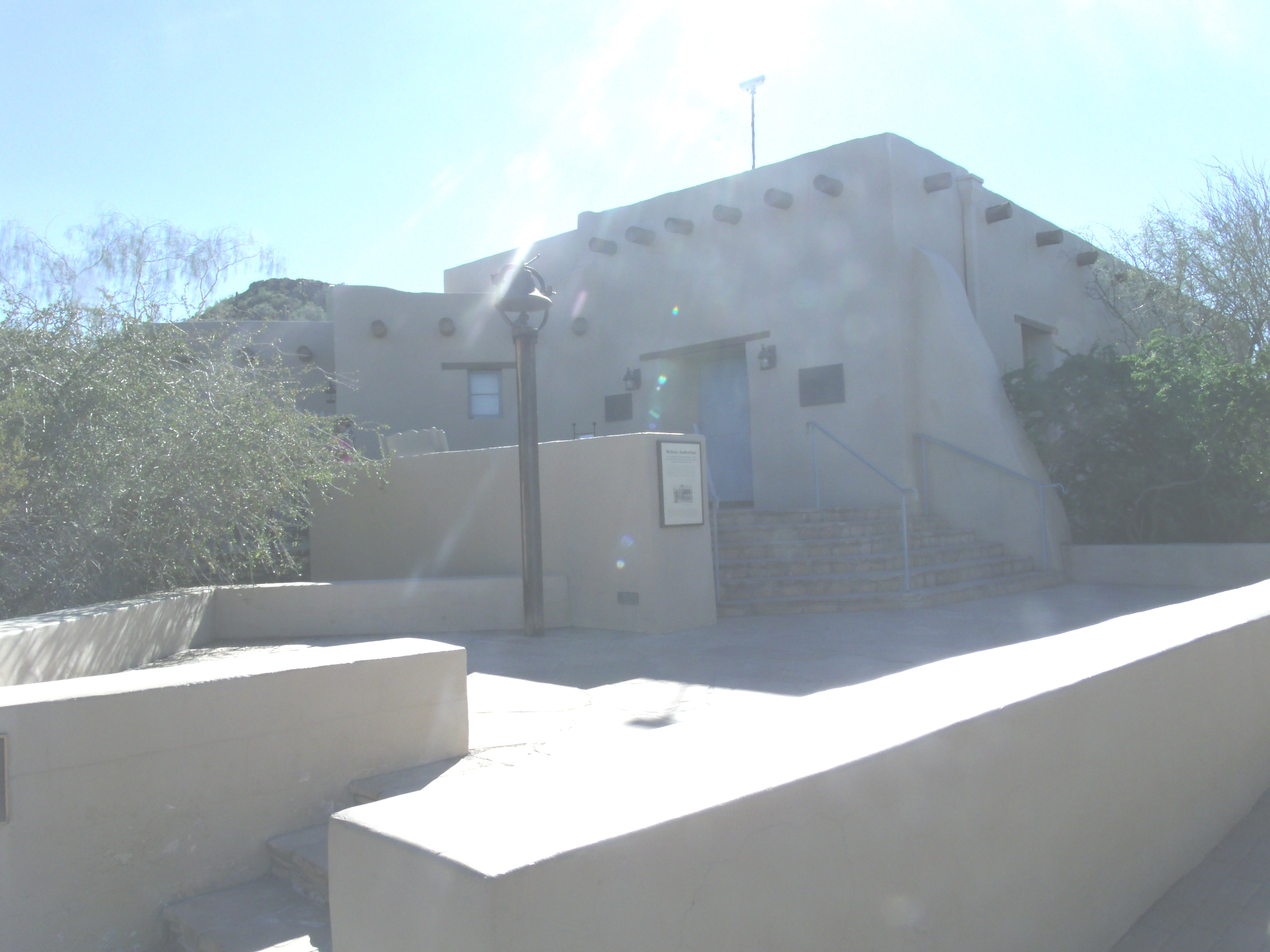
Webster Auditorium, el auditorio está enlistado en el National Register of Historic Places desde el 1 de mayo de 1990, ref: 9000823.